# إريكا فاسكيز
إريكا فاسكيز (بالإسبانية: Erika Vázquez) (16 فبراير 1983 ببنبلونة في إسبانيا - ) هي لاعبة كرة قدم إسبانية في مركز الهجوم. شاركت مع منتخب إسبانيا لكرة القدم للسيدات ومنتخب بلاد البشكنش لكرة القدم للسيدات ‏. أما مع النوادي، فقد لعبت مع أتلتيك بيلباو وإسبانيول وRCD Espanyol (women) ‏ وSD Lagunak (women) ‏ وAthletic Bilbao (women) ‏.

## وصلات خارجية
- إريكا فاسكيز على موقع الاتحاد الدولي (مؤرشف)  (الإنجليزية)
- إريكا فاسكيز على موقع الاتحاد الدولي (مؤرشف)  (الإنجليزية)
- إريكا فاسكيز على موقع الاتحاد الأوربي (الإنجليزية)
- إريكا فاسكيز على موقع قاعدة بيانات كرة القدم.إي يو (الإنجليزية)
- إريكا فاسكيز على موقع Soccerway.com (الإنجليزية)
- إريكا فاسكيز على موقع عالم كرة القدم.نت (الإنجليزية)